# 丘武特穆克 (亞利桑那州)
丘武特穆克（英語：Chuwut Murk）是位於美國亞利桑那州皮馬縣的一個非建制地區。該地的面積和人口皆未知。

## 地理
丘武特穆克的座標為31°53′14″N 112°08′44″W / 31.88722°N 112.14556°W，而該地的平均海拔高度為580米（即1900英尺）。